# Hwang Kyo-ahn
Pour les articles homonymes, voir Hwang.
Hwang Kyo-ahn (en coréen : 황교안), né le 15 avril 1957, est un avocat et homme d'État sud-coréen. Ministre de la Justice de 2013 à 2015, il est Premier ministre du 18 juin 2015 au 11 mai 2017 et président de la république de Corée par intérim du 9 décembre 2016 au 10 mai 2017 durant la suspension puis la destitution de la présidente Park Geun-hye.

## Biographie
Hwang est né à Séoul, en Corée du Sud. Après avoir été diplômé de l'Université Sungkyunkwan, il devient procureur au tribunal du district de Chuncheon en 1982. En 1983, il étudie la théologie au Séminaire théologique baptiste de la capitale et obtient un diplôme. 
Il est ministre de la Justice de mars 2013 à juin 2015. Critiqué pour son autoritarisme, il avait notamment réclamé et obtenu que le président de la Confédération des syndicats coréens, Han Sang-gyun, soit incarcéré pour huit ans (peine ensuite ramené à trois ans de prison) pour avoir organisé la protestation contre la privatisation de la compagnie ferroviaire Korean Railway. Le 22 décembre 2015, des milliers de policiers équipés de gaz lacrymogènes avaient fait une descente dans les locaux de la confédération pour mettre fin à la grève.

### Premier ministre
Le 21 mai 2015, la présidente de la République, Park Geun-hye, nomme Hwang comme Premier ministre .
Le 2 novembre 2016, Hwang est renvoyé comme Premier ministre pendant le scandale politique de 2016 alors que la présidente Park tente de reconstruire la confiance dans son administration. Kim Byong-joon est initialement nommé à sa place mais la présidente de la République est contrainte de revenir sur sa décision de le renvoyer.
Le 10 mai 2017, après son investiture, le nouveau président Moon Jae-in nomme Lee Nak-yeon pour lui succéder. Hwang démissionne le lendemain 11 mai.

### Président de la République par intérim
Le 9 décembre 2016, Hwang Kyo-ahn assure l'intérim provisoire de la présidence de la République durant la suspension de Park Geun-hye à la suite du vote du Parlement la mettant en accusation dans le scandale Choi Soon-Sil. Depuis le 10 mars 2017, il assure l'intérim définitif à la suite de la destitution confirmée de la présidente par la Cour constitutionnelle.
Après la confirmation par la Cour constitutionnelle de la destitution de Park Geun-hye le 10 mars 2017, il annonce qu'il ne sera pas candidat à l'élection présidentielle anticipée, prévue le 9 mai 2017. 
Il transmet le pouvoir au président Moon Jae-in le 10 mai 2017.
Il prend la tête du Parti de la liberté de Corée en 2019, avec le soutien notamment des milieux les plus radicalement anticommunistes et des Églises évangéliques conservatrices. Il démissionne à la suite de la défaite de son parti aux élections législatives de 2020.

## Ministère
Il est évangéliste chrétien baptiste d'une Église baptiste de Séoul, affiliée à la Convention baptiste coréenne .